# Complexul Dendera

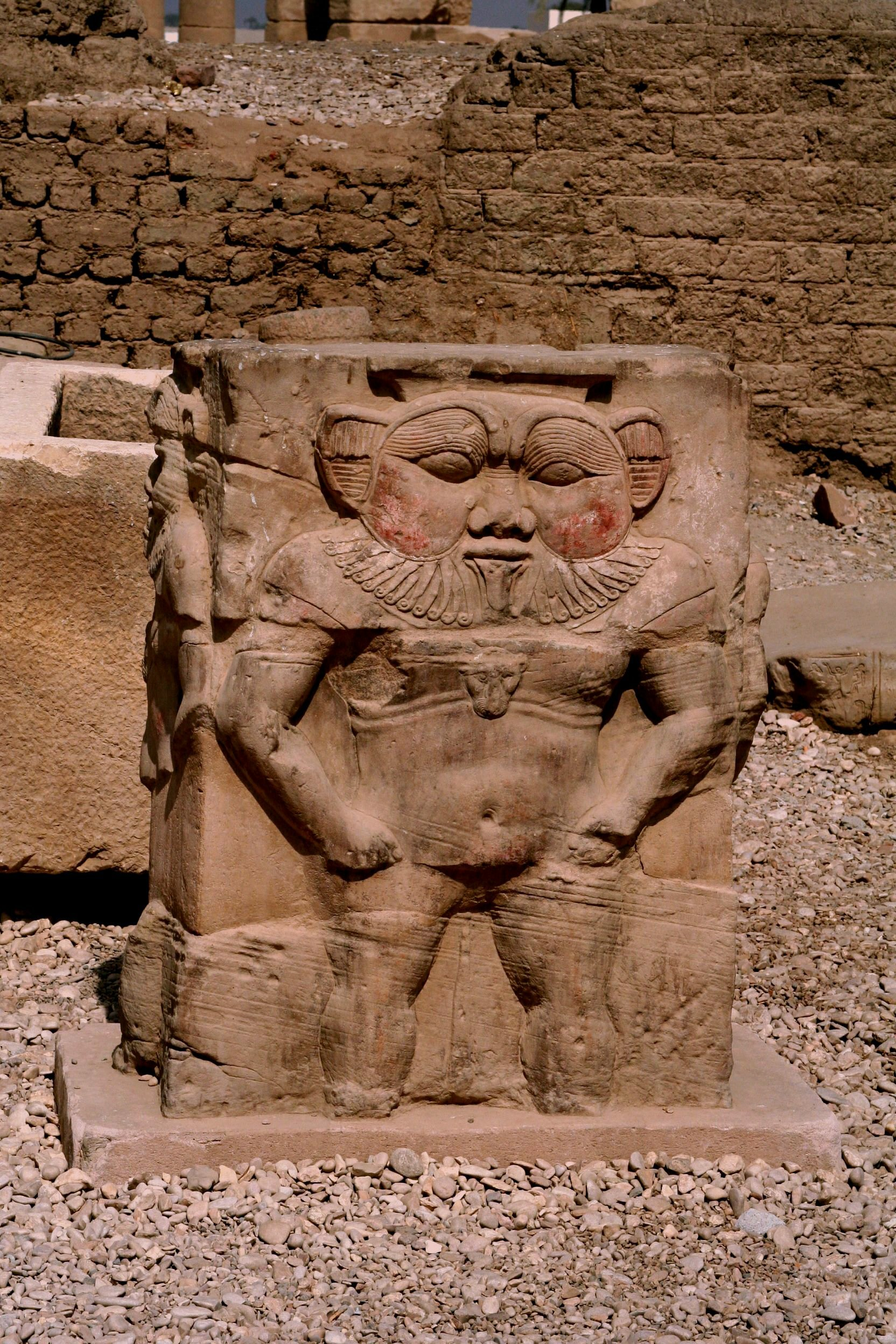
Templul lui Hathor

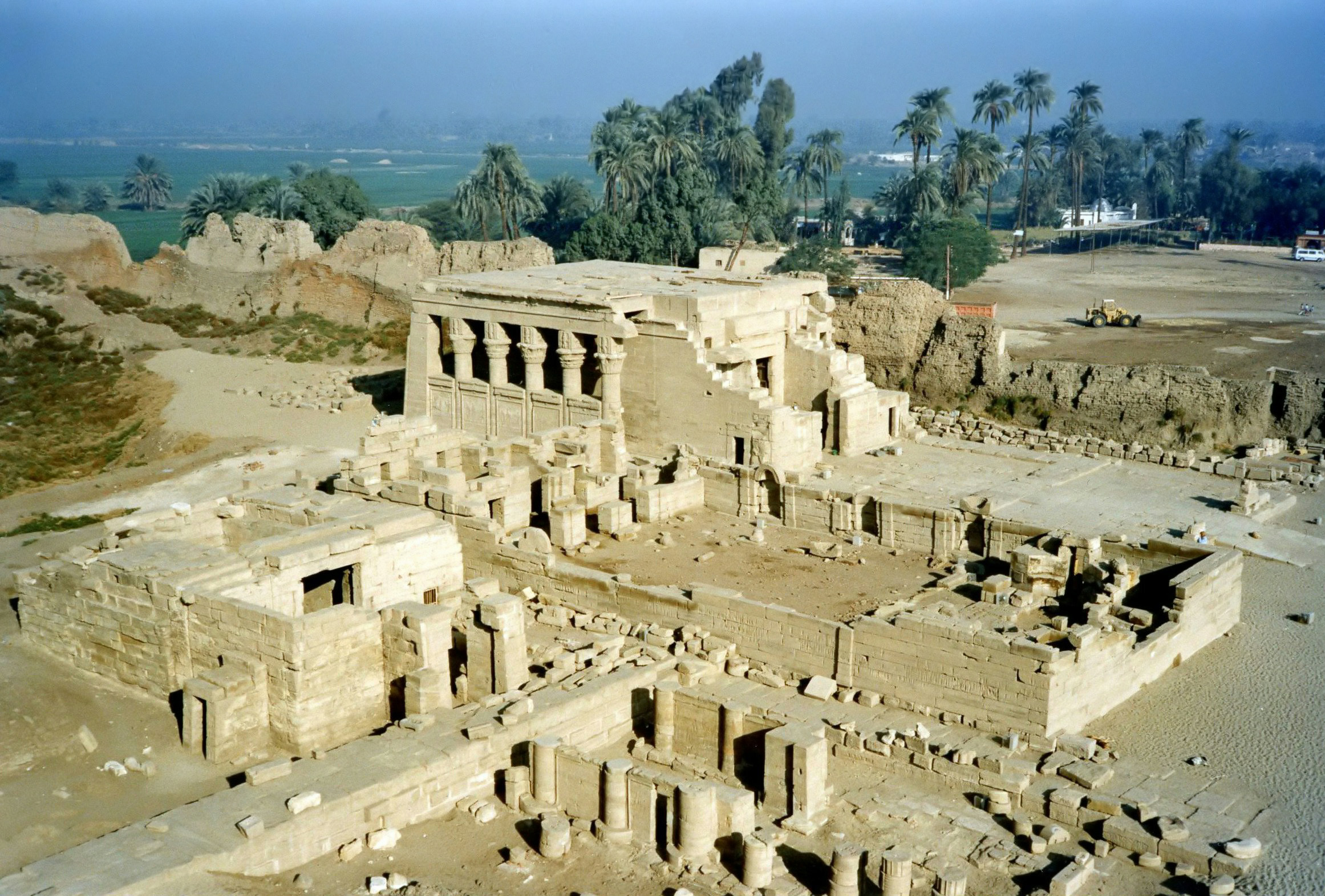
Complexul Dendera, vedere generală

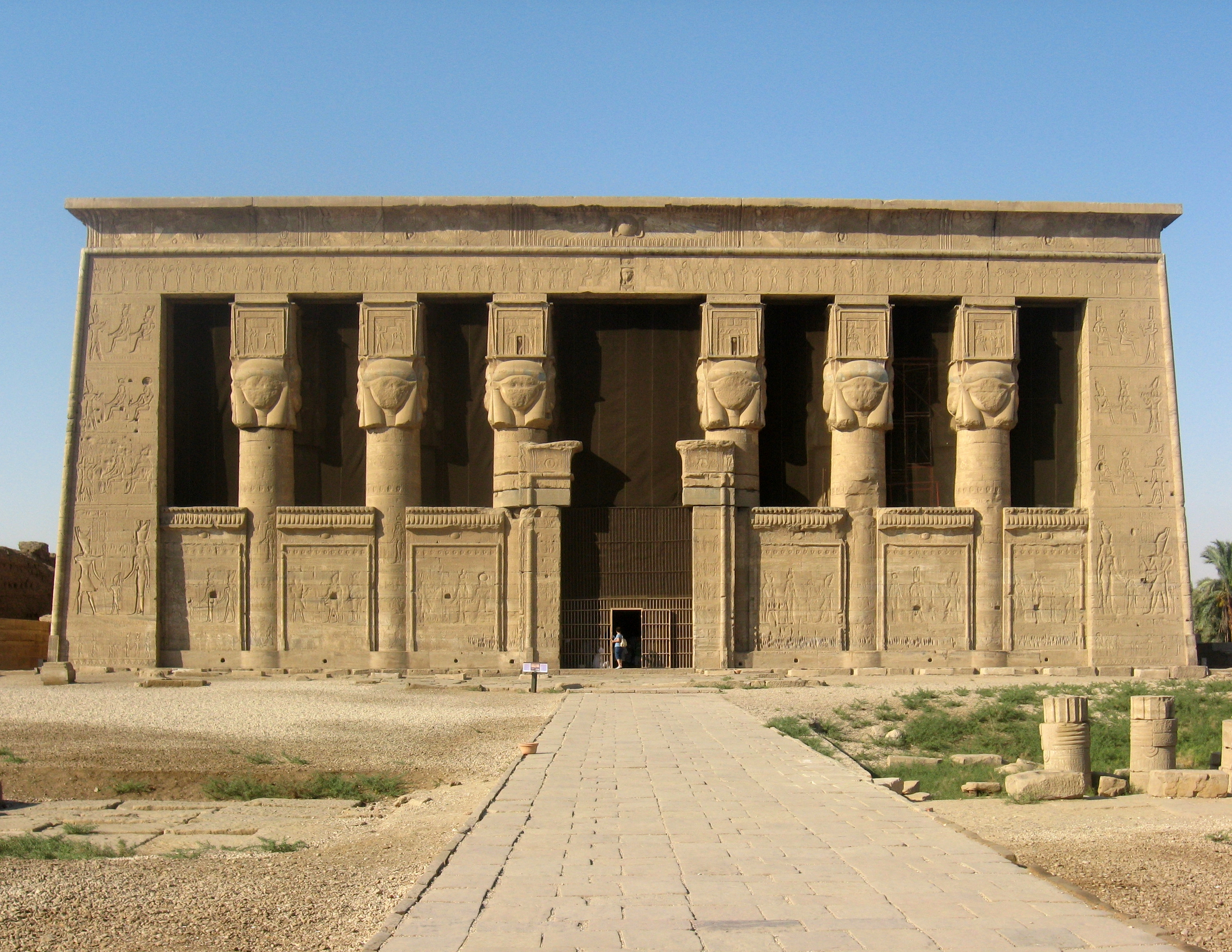
Templul lui Hathor, Dendera

Complexul Dendera se află la aproximativ 2,5 km sud-est de Dendera, Egipt și aici se află  Templul lui Hathor care este unul dintre cele mai bine conservate temple din Egipt. 
Complexul Dendera este format din:
- Templul lui Hathor, (templul principal)
- Templul nașterii lui Isis
- Lacul Sacru
- Sanatorium
- Mammisi lui Nectanebo al II-lea
- Bazilica creștină
- Mammisi roman
- Porțile lui Domițian și Traian